# BMW V12 LM
El BMW V12 LM es un sport prototipo construido en conjunto por Williams y BMW. También fue el antecesor del BMW V12 LMR que debutó en 1999.

## Desarrollo
En 1995, McLaren entró en las carreras de prototipos con el McLaren F1 GTR en la BPR Global GT Series como también en las 24 Horas de Le Mans. Los McLaren fueron propulsados por un S70 V12,  y acordaron entre McLaren y BMW en desarrollar sus equipos más la asistencia de BMW Motorsport. Esta combinación fue exitosa en su victoria de las 24 Horas de Le Mans de 1995. Sin embargo, en 1997 los F1 GTR dejaron de ser competitivos contra los nuevos Mercedes Benz y Porsche. Debido a la decadencia, McLaren se salió de las carreras de gran turismo a finales de 1997.
BMW Motorports no se rindió y se cambió de los gran turismos a los prototipos Le Mans, autos con cabina abierta y no necesariamente basados en producción. Durante 1997, BMW Motorsport anunció un acuerdo con Williams, los cuales construirían el automóvil y desarrollarían su aerodinámica para las 24 Horas de Le Mans. A la vez, BMW Morotsport fue a Schnitzer Motorsport, un viejo exequipo de BMW para convertirse en el oficial y correr los V12 LM.
Los V12 LM usaron el mismo S70 V12 que el McLaren F1.

## 1998
Debutando en las 24 Horas de Le Mans de 1998, ambos chasis no fueron muy rápidos, su mejor tiempo fue 11.º, detrás de los Porsche, Toyota, Nissan, y Mercedes-Benz oficiales y estos eran autos de gran turismo, teóricamente más veloces que los prototipos de Le Mans. En la clasificación fueron sexto, detrás de los Porsche, Mercedes y Toyota.
En la carrera ambos autos sintieron vibraciones en la tren motriz a alta velocidad y para evitar una catástrofe, los autos fueron retirados después de 43 vueltas para el auto #2 y 60 para el #1.
El equipo originalmente iba a debutar en Petit Le Mans de 1998 pero declinaron. Por lo tanto abandonarían el V12 LM y empezarían el año 1999 con un nuevo V12 LMR. Los chasis fueron vendidos a dos privados: Thomas Bscher y el Team Goh de Japón.

## 1999
BMW se cambió por V12 LMR completamente nuevo, solo dos equipos privados usaron los V12 LM. Thomas Bscher se alió con David Price Racing formando el Price+Bscher Racing y concentrarse en la American Le Mans Series y las 24 horas de Le Mans. En la ALMS, solo marco dos punto y quedó en la posición quince en la general. En Le Mans terminó en quinta posición final a 20 vueltas del ganador, un V12 LMR. La última aparición del automóvil fue en el Campeonato de la FIA de Sport Prototipos en Nürburgring, terminando cuarto.
Team Goh se concentró solamente en Le Mans, pero abandonaron por problemas en la caja de cambios. El auto hizo una última aparición en los 1000 km de Fuji donde consiguió el tercer lugar general, a 6 vueltas del ganador el Nissan.

## 2000
El Team Goh anunció un acuerdo con el constructor Dome, el cual sería un V12 LM modificado con el objetivo de corregir su inestabilidad aerodinámica y los problemas de refrigeración. La parte frontal fue rediseñada y se reubicaron las tomas de refrigeración, se agregaron orificios en la carrocería con tal de ayudar al enfriamiento. El auto nunca corrió y ningún equipo compró los chasis.
Thomas Bscher perdió la asistencia de David Price Racing por cambiarse a Panoz. Bscher corrió en Le Mans donde abandonaron por problemas en la caja de cambios y en el Campeonato de la FIA de Sport Prototipos en Nürburgring. Después de esto, Bscher retiró el auto marcando el final del V12 LM.